# اشک‌های تلخ پترا فون کانت
اشک‌های تلخ پترا فون کانت (آلمانی: Die bitteren Tränen der Petra von Kant) فیلمی در ژانر درام و هنری به کارگردانی راینر ورنر فاسبیندر است که در سال ۱۹۷۲ منتشر شد. از بازیگران آن می‌توان به مارگیت کارستنسن، هانا شیگولا، ایرم هرمان، و اوا ماتس اشاره کرد.
در این فیلم هیچ شخصیت مردی بازی نکرده است و تمامی بازیگران زن هستند.